# Маршал КНДР
Маршал КНДР — одне із найвищих військових звань у збройних силах КНДР Стоїть вище за маршала КНА, але нижче за генераліссимуса КНДР. На практиці звання присвоюється чинним керівникам КНДР: за життя у званні перебували Кім Ір Сен та Кім Чен Ір, у період з 18 липня 2012 року до присвоєння звання генераліссимуса 25 квітня 2022 року — Кім Чен Ин.

## Список Маршалів КНДР
- 7 лютого 1953 — Кім Ір Сен
- 20 квітня 1992 — Кім Чен Ір
- 18 липня 2012 — Кім Чен Ин[2]